# تیاگو لوئیز
تیاگو لوئیز (به پرتغالی: Tiago Luís Martins) مهاجم اهل برزیل است که در شهر ریبرآ پرتو و در تاریخ ۱۳ مارس ۱۹۸۹ به دنیا آمده‌است.
تیاگو لوئیز در تیم‌های فوتبال سانتوس سابقهٔ حضور دارد.